# ジョン・アンダーソン (音楽家)

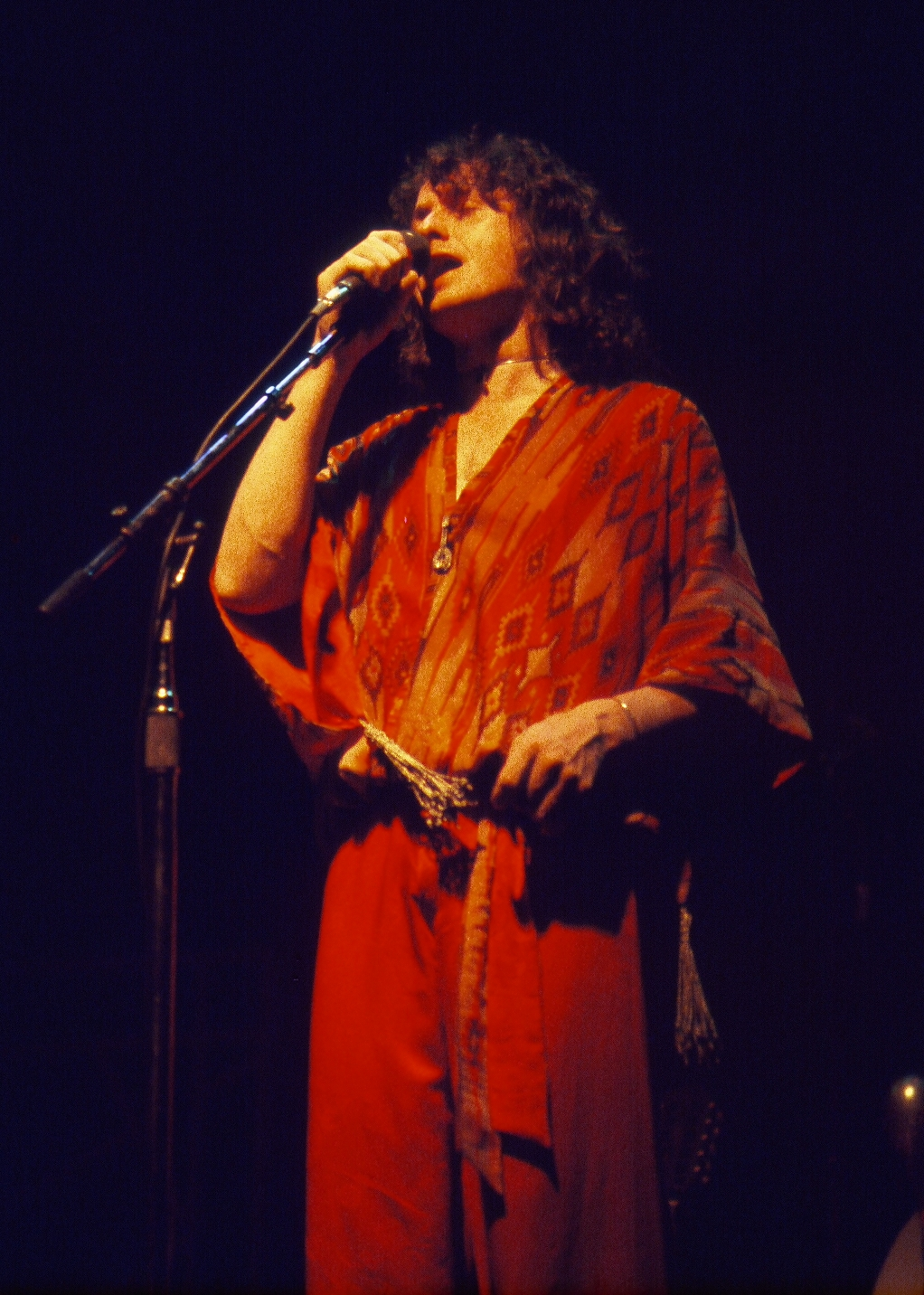
ジョン・アンダーソン（1977年8月30日）

ジョン・アンダーソン（Jon Anderson、1944年10月25日 - ）は、イングランドのミュージシャン、ボーカリスト、作詞家。プログレッシブ・ロック・バンド、イエスの元リード・ボーカリスト。

## 来歴
イングランドのアクリントン出身。父はスコットランド系、母はアイルランド系のイギリス人だった。学校を卒業し、15歳から様々な職を転々とする。
1962年、兄のトニーに誘われてザ・ウォリアーズにボーカリストとして加入。1967年にザ・ウォリアーズが解散した後、1968年には芸名のハンス・クリスチャン（Hans Christian）で、前年にアソシエイションが大ヒットさせた「かなわぬ恋」を含むシングル盤2枚を発表した。
1968年にクリス・スクワイアと出会い意気投合して、スクワイアが在籍していたメイベル・グリアーズ・トイショップに加入した。やがてメイベル・グリアーズ・トイショップは「イエス」と改名して、アンダーソン、スクワイア、ビル・ブルーフォード、ピーター・バンクス、トニー・ケイの顔ぶれで1969年にデビュー・アルバム『イエス・ファースト・アルバム』を発表した。
イエスはメンバー・チェンジによってスティーブ・ハウやリック・ウェイクマンを迎えて、1970年代にはプログレッシブ・ロック・バンドの代表の一つと称されるようになり、彼は曲作りの中心を担ってイエスの黄金期の形成に大きく貢献した。1976年には初のソロ・アルバム『サンヒローのオリアス』を発表した。
1979年にウェイクマンと同時にイエスを脱退し、その後しばらくソロ活動を行う。イエスは1981年に活動を中止した後、トレヴァー・ラビンをギタリストに迎えて1983年に再始動し、彼も復帰した。新しいイエスのアルバム『ロンリー・ハート』は大ヒットを記録したが、彼はラビンとの音楽性の違いから1988年に再び脱退。1989年にはアンダーソン・ブルーフォード・ウェイクマン・ハウ（ABWH）を結成してアルバム『閃光』を発表。ABWHは翌1990年にラビンやスクワイアのイエスと合体して、彼はみたびイエスのメンバーとなった。
ギリシャ人のキーボード奏者・ヴァンゲリスとの連名で共作アルバムを数枚発表し、時々、ライブでも共演している。
1992年には喜多郎の作品に参加し、喜多郎と共にワールド・ツアーを行なっている。
2008年に体調不良を理由に、他のメンバーとマネージメントからイエスで活動することを拒否されて、イエスを離脱した。
2008年にスロバキア人作曲家のペテル・マハイジックは、アンダーソンが歌う「Sadness of Flowing」という曲が収録されたアルバム『Namah』を発表した。彼らは2009年にブラチスラヴァのTribute to Freedomコンサートにて共演し、2012年にはロンドンオリンピックの一環として、サドラーズウェルズ劇場にてジョイント・コンサートを開いた。
2009年以降、ソロ・シンガーとしてライブ活動を行なった。2010年秋には「プロジェクト 360」の名義でウェイクマンと共演してイギリス・ツアーを行ない、連名のスタジオ・アルバムとライブ・アルバムを発表。2012年にはスロバキアのシンガー・ソングライター Miroslav Žbirkaと、2013年にはアイスランドのバンド Todmobile と、それぞれライブで共演した。
2014年にバイオリニストのジャン＝リュック・ポンティとアンダーソン＝ポンティ・バンドを結成し、活動を開始した。同年7月に、Kickstarter での同バンドへの投資募集を発表している。
2016年には、スウェーデンのプログレッシブ・ロック・バンド、カイパやザ・フラワー・キングスのギタリストとして知られるロイネ・ストルトと共に、アンダーソン/ストルトの名義でアルバムを発表している。
2016年に、ウェイクマン、ラビンとアンダーソン・ラビン・ウェイクマン (ARW)を結成し、ワールド・ツアーを開始。彼等は翌年4月に、イエス・フィーチャリング・アンダーソン・ラビン・ウェイクマンに改名している。
三弦ギターであるストラムスティックの奏者としても知られている。

## 家族
かつて、アフリカ系イギリス人であるジェニファー・ベイカーと婚姻をしており（1970年 - 1995年）、2人の娘、デボラ・アンダーソン、ジェイド・アンダーソン、息子のダミアン・アンダーソンもミュージシャンとして活動をしている。1997年にジェーン・ルーテンバーガーと再婚した。2009年にはアメリカの市民権を取得した。

## ディスコグラフィ

### ソロ・スタジオ・アルバム
- 『サンヒローのオリアス』 - Olias of Sunhillow （1976年）※全米47位（Billboard）
- 『七つの詩』 - Song of Seven （1980年）※全米143位（Billboard）
- 『アニメーション』 - Animation（1982年）※全米176位（Billboard）
- 『スリー・シップス』 - 3 Ships （1985年）※全米166位（Billboard）
- 『イン・ザ・シティ・オブ・エンジェルス』 - In The City of Angels （1988年）
- 『デセオ』 - Deseo （1994年）
- 『チェンジ・ウィー・マスト』 - Change We Must （1994年）
- 『天使の抱擁』 - Angels Embrace （1995年）
- 『トルティック』 - Toltec （1996年）
- Lost Tapes of Opio （1996年）
- 『誓いの指輪』 - The Promise Ring （1997年）
- 『聖なる地球の詩』 - Earth Mother Earth （1997年）
- 『モア・ユー・ノウ』 - The More You Know （1998年）
- Survival & Other Stories （2010年）
- 『1000ハンズ : 第1章』 - 1000 Hands : Chapter One      (2019年)
- 『トゥルー』 - True  (2024年)　※「ジョン・アンダーソン & ザ・バンド・ギークス」名義

### ソロ・ライブ・アルバム
- Live from La La Land (2007年)
- 『ライヴ - パペチュアル・チェンジ』 - Live - Perpetual Change  (2025年)　※「ジョン・アンダーソン & ザ・バンド・ギークス」名義

### ソロ・コレクション
- The Lost Tapes (2006年–2008年) ※ライブ、未発表デモ音源等のアルバム集。20枚組のCDボックス・セットとして計画されたが、7枚のみリリースされている。
  - Interview (2006年)
  - The Mother's Day Concert (2006年)
  - Searching For The Songs (2006年)
  - Live in Sheffield 1980 (2006年)
  - Watching The Flags That Fly (2006年)
  - The Lost Tapes of Opio (2007年)
  - From Me To You (2008年)

※イエスでデビューする以前の1968年に、アンダーソンはハンス・クリスチャンという芸名のソロ・シンガーとして2種のシングル盤を発売している。（「Never My Love / All Of The Time」および「Autobiography Of A Mississippi Hobo / Sonata Of Love」）

### ザ・ウォリアーズ
- "You Came Along b/w Don't Make Me Blue" (1964年)
- 『ボルトン・クラブ65』 - Bolton Club 65 (1965年)

### イエス
ライブ・アルバム、コンピレーション・アルバム等の詳細はイエスの作品を参照
- 『イエス・ファースト・アルバム』 - Yes (1969年)
- 『時間と言葉』 - Time and a Word (1970年)
- 『イエス・サード・アルバム』 - The Yes Album (1971年)
- 『こわれもの』 - Fragile (1971年)
- 『危機』 - Close to the Edge (1972年)
- 『海洋地形学の物語』 - Tales from Topographic Oceans (1973年)
- 『リレイヤー』 - Relayer (1974年)
- 『究極』 - Going for the One (1977年)
- 『トーマト』 - Tormato (1978年)
- 『ロンリー・ハート』 - 90125 (1983年)
- 『ビッグ・ジェネレイター』 - Big Generator (1987年)
- 『結晶』 - Union (1991年)
- 『トーク』 - Talk (1994年)
- 『キーズ・トゥ・アセンション』 - Keys to Ascension (1996年) ※スタジオ&ライブ・アルバム
- 『キーズ・トゥ・アセンション2』 - Keys to Ascension 2 (1997年) ※スタジオ&ライブ・アルバム
- 『オープン・ユア・アイズ』 - Open Your Eyes (1997年)
- 『ラダー』 - The Ladder (1999年)
- 『マグニフィケイション』 - Magnification (2001年)

### アンダーソン・ブルーフォード・ウェイクマン・ハウ
- 『閃光』 - Anderson Bruford Wakeman Howe（1989年）
- 『イエス・ミュージックの夜』 - An Evening Of Yes Music Plus（1993年） ※ライブ・アルバム
- Live at the NEC – Oct 24th 1989（2010年）

### イエス feat. ジョン・アンダーソン、トレヴァー・ラビン、リック・ウェイクマン
- 『ライヴ・アット・ザ・アポロ』 - Live at the Apollo（2018年） ※ライブ・アルバム

### コラボレーション
ジョン・アンド・ヴァンゲリス名義
- 『ショート・ストーリーズ』 - Short Stories （1979年）
- 『フレンズ・オブ・ミスター・カイロ』 - The Friends of Mr. Cairo （1981年）
- 『プライヴェイト・コレクション』 - Private Collection （1983年）
- 『ベスト・オブ・ジョン・アンド・ヴァンゲリス』 - The Best of Jon & Vangelis （ベスト盤 1984年）
- 『ページ・オブ・ライフ』 - Page of Life （Arista盤 1991年）
- "Wisdom Chain" （CDシングル 1991年）
- Chronicles （ベスト盤 1994年）
- Page of Life （OmTown盤 1998年）

喜多郎
- 『レイディ・オブ・ドリームス』 - Dreams（1992年 別ジャケット、内容の違う盤あり）

ジョン・アンダーソン・アンド・リック・ウェイクマン名義
- 『ザ・リヴィング・トゥリー』 - The Living Tree （2010年）
- 『ザ・リヴィング・トゥリー・イン・コンサート パート1』 - The Living Tree in Concert Part One （2012年）

アンダーソン＝ポンティ・バンド
- 『ベター・レイト・ザン・ネヴァー〜真世界への旅』 - Better Late Than Never (2015年)

アンダーソン／ストルト
- 『インヴェンション・オヴ・ナレッジ』 - Invention of Knowledge (2016年)

### 参加作品
- キング・クリムゾン : 『リザード』 - Lizard （1970年）
- Johnny Harris : "All To Bring You Morning" （1971年）
- ヴァンゲリス : 『天国と地獄』 - Heaven and Hell （1975年）
- アラン・ホワイト : 『ラムシャックルド』 - Ramshackled （1976年）
- リック・ウェイクマン : 『1984』 - 1984 （1981年）
- マイク・オールドフィールド : 『クライシス』 - Crises （1983年）
- ジョルジオ・モロダー : 『メトロポリス オリジナル・サウンドトラック』 - Music From The Film "Metropolis" （1984年）
- ジョン・ポール・ジョーンズ : Music From The Film "Scream For Help" （1985年）
- タンジェリン・ドリーム : Music From The Film "Legend" （1986年）
- Stanislav Syrewicz : Music From The Film "Biggies Adventures In Time" （1986年）
- Gowan : Great Dirty World （1987年）
- TOTO : 『ザ・セブンス・ワン〜第7の剣〜』 - The Seventh One （1988年）
- ジョナサン・エリアス : 『レクイエム・フォー・ジ・アメリカス』 - Requiem For The Americas （1989年）
- Charlie Bisharat : Along The Amazon （1993年）
- ロンドン・フィルハーモニー管弦楽団 : Symphonic Music of Yes （1993年）
- スティーヴ・ベイリー : 『進化』 - Evolution （1993年）
- Ayman : Dancing with My Soul （1994年）
- ミルトン・ナシメント : 『アンジェルス』 - Angelus （1994年）
- Cielo y Tierra : Heaven And Earth （1996年）
- 4Him : Streams （1999年）
- スティーヴ・ハウ : 『ポートレイツ・オブ・ボブ・ディラン』 - Portraits Of Bob Dylan （1999年）
- ベラ・フレック&フレックトーンズ : 『アウトバウンド』 - Outbound （2000年）
- Eduardo Marquez del Signore : Captivated （2000年）
- Alan Simon : Excalibur 2 - L'anneau des Celtes （2007年）
- ドリーム・シアター : 『システマティック・ケイオス』 - Systematic Chaos （2007年）
- ペテル・マハイジック[9] : Namah[10] （2008年）
- バトルス : Juice B Crypts （2019年） ※「Sugar Foot」に参加。落差草原WWWWと共に共演